# Lac aux crocodiles de Boboyo
Le Lac aux crocodiles de Boboyo est un lac artificiel créé dans les années 1982 pour réguler l'alimentation en eau de la ville voisine de Yamoussoukro. Le lac aux crocodiles de Boboyo est devenu un lieu populaire pour les touristes et les habitants de Boboyo et de Kaélé, qui viennent souvent pour observer les crocodiles de près. 
Ce site constitue aujourd'hui l'un des atouts touristiques de la commune de Kaele. Il héberge de nombreux crocodiles et différentes espèces de poissons.
Le lac est utilisé pour le lavage du linge par les femmes du village.

## Situation géographique
Le Lac aux crocodiles de Boboyo est situe à environ 8 km de Kaélé, dans le canton de Boboyo.

## Historique
Le Lac aux crocodiles de Boboyo est né en 1982 de l'explosion de la carrière durant la construction de la route nationale N 12. Cette route s'étend du carrefour Magada jusqu'à Yagoua, le chef-lieu du département du Mayo-Danay.

## Galerie

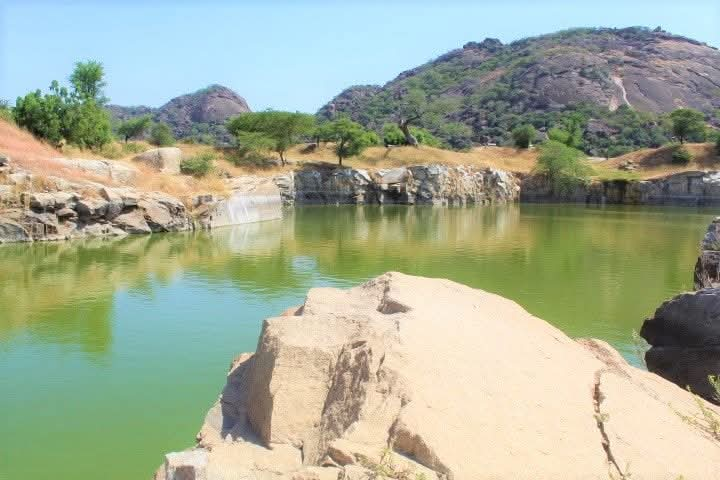